# Sauveur Ducazeaux
Sauveur Ducazeaux (né le 8 décembre 1910 à Biarritz et mort le 23 juin 1987 à Colmar) est un coureur cycliste français. Professionnel de 1931 à 1944, il a notamment remporté une étape du Tour de France 1936.
Il est directeur sportif de l'équipe régionale « Nord-Est - Centre » sur le Tour de France, dans les années 1950. C'est sous sa direction que Roger Walkowiak remporte l'édition 1956. Il fut également le patron de l'équipe de France sur les éditions 1956 et 1957 du Tour d'Espagne.

## Palmarès
- 1931
  - 2e étape du Circuit du Béarn
- 1933
  - Paris-Chauny
- 1935
  - 4e étape du Tour du Pays basque
- 1936
  - 15e étape du Tour de France
- 1938
  - 2e de Paris-Caen
  - 3e du Critérium national
- 1941
  - 2e de Paris-Alençon

## Résultats sur les grands tours

### Tour de France
- 1936 : 37e, vainqueur de la 15e étape
- 1937 : 19e
- 1938 : hors délai à la 8e étape

### Tour d'Italie
- 1938 : 39e